# Денілейкін дифтітокс
Денілейкін дифтітокс (DD, Ontak®) є цільовим імунотоксином, який має біологічну активність проти злоякісних пухлин, що експресують рецептор IL-2. На додаток до свого унікального механізму дії, DD має профіль токсичності, який не збігається з найбільш часто використовуваними хіміотерапевтичними засобами. Було виявлено, що CTCL/MF особливо сприйнятливий до лікування цим агентом.
Денілейкін дифтітокс (DD) або DAB389IL-2 (Ontak®; Eisai, Inc., Woodcliff Lake, NJ, USA) — це злитий білок, у якому рецептор-зв'язувальний домен дифтерійного токсину (DT) замінений на домен інтерлейкіну- 2 (IL-2). Через специфічність домену IL-2 опосередкована DT цитотоксична активність буде переважно впливати на клітини, які експресують рецептор IL-2. Рецептор IL-2 вибірково експресується на активованих Т-лімфоцитах, В-клітинах і природних клітинах-кілерах (NK). Було показано, що злитий токсин IL-2 є цитотоксичним щодо Т-клітинних ліній in vitro. Було підраховано, що приблизно 50 % випадків CTCL експресують IL-2R, як продемонстровано імуногістохімічним фарбуванням.

## Механізм дії препарату
Рецептор IL-2 було класифіковано на три підтипи на основі їх спорідненості з IL-2. Кожен підтип складається з комбінації субодиниць: альфа (CD25, p 55), бета (CD122, p 75) і гамма (CD132, p 64) субодиниць. Рецептор низької спорідненості складається з субодиниць IL-2R-α/γ (CD25, CD132), які зв'язуються з IL-2, але не викликають інтерналізації чи активації. Навпаки, рецептори середньої та високої спорідненості, які складаються з субодиниць IL-2R-β/γ (CD122, CD132) та Il-2R-α/β/γ (CD25, CD122, CD133), відповідно, викликають інтерналізацію та передача сигналу (Re et al 1996). Наявність субодиниць β і γ (CD122, CD132) є важливою для чутливості та інтерналізації, відповідно, токсину злиття. Якщо їх не вистачає в пухлинній клітині, DD буде неефективним.
Після того, як DD зв'язується з рецептором IL-2, він поглинається клітиною через опосередкований рецептором ендоцитоз. Після інтерналізації відбувається підкислення; це життєво важливо для транслокації DT фрагмента А в цитоплазму. Запропонований механізм дії полягає в тому, що інтерналізований фрагмент А каталізує розщеплення нікотинамідаденіндинуклеотиду (NAD) до нікотинаміду, що призводить до перенесення АДФ на фактор елонгації-2 (EF-2). Це АДФ-рибозилювання EF-2 викликає інгібування пролонгації мРНК і, зрештою, інгібування синтезу білка.

## Клінічні випробування
Першою формою злитого білка DT був DAB486-IL-2, який почав клінічні випробування на початку 1990-х років. Дослідження І фази підвищення дози за участю 18 пацієнтів, які раніше отримували лікування з різними гематологічними злоякісними новоутвореннями (включаючи 1 пацієнта з CTCL), показало частоту відповіді приблизно 17 %, 1 із повною та 2 з частковою відповідями. Усі пацієнти в цьому дослідженні мали пухлини, які експресували субодиницю p 55. Максимальна доза для лікування була обмежена до 0,1 мг/кг/добу через тимчасове підвищення печінкових трансаміназ. Гарячка була пов'язана з прийомом, який ефективно лікувався ацетамінофеном. Після цього лікування опортуністичних інфекцій не спостерігалося. До прийому препарату чотири пацієнти мали позитивні антитіла проти DT, а ще два пацієнти мали антитіла до IL-2. Після лікування у багатьох пацієнтів було виявлено антитіла проти DAB486-IL-2, DT та IL-2. Незважаючи на ці результати, протипухлинний ефект не був порушений у більшості пацієнтів, у яких спостерігалося підвищення титру цих антитіл.
Пізніше Хескет та його колеги досліджували роль DAB486-IL-2 у шкірній Т-клітинній лімфомі у пацієнтів із рефрактерною хворобою, які раніше лікувалися. У обмеженому дослідженні першої фази з використанням 2 схем дозування 3 з 5 пацієнтів продемонстрували значну відповідь. Діапазон відповідей включав повне зникнення захворювання стадії Ia протягом понад 33 місяців, часткову відповідь у пацієнта з CTCL/синдромом Сезарі з помітним покращенням шкірних проявів і кількості клітин Сезарі, а також пацієнта стадії IIa, який мав часткову відповідь із покращенням шкірних бляшок. Загалом обидві дози лікування добре переносилися. Як видно в дослідженні LeMaistre та ін. (1993), спостерігалося транзиторне безсимптомне підвищення рівня печінкових трансаміназ. Інші побічні ефекти включали легку гіпотензію, грипоподібні симптоми, міалгії, гарячку, озноб і блювоту. Усі пацієнти мали задокументовану інфекцію під час курсу лікування (включаючи 1 смерть); однак незрозуміло, чи було це пов'язано з цим препаратом чи відображало природну історію пацієнтів з CTCL.
Модифікації DAB486-IL-2 із внутрішньою делецією 97 амінокислот із домену зв'язування рецептора призвели до злиття білка з у 5 разів більшою спорідненістю до клітин-мішеней. Ця модифікація також призвела до приблизно 10-кратного збільшення ефективності молекули та загального збільшення періоду її напіввиведення. Цей новий злитий токсин був названий DAB389-IL-2 і пізніше став відомий як DD.
Салех і його колеги розпочали першу фазу I/II клінічного випробування для оцінки ефективності цієї нової формули, включно з 35 пацієнтами з CTCL. У цій групі було виявлено 34 % відповіді на різні діапазони доз із 5 повними та 7 частковими відповідями. Крім того, багато пацієнтів повідомили про значне покращення своїх симптомів.
У наступному меншому дослідженні II фази 4 пацієнти з CTCL, які отримували інтенсивну попередню терапію, отримували 9 або 18 мкг/кг DAB389IL-2 щодня протягом 5 днів, після чого через 21 день наступний курс, загалом 8 циклів. Тривалість відповіді становила від 5 до понад 11 місяців, і основне зниження тягаря захворювання було відмічено після другого циклу.